# البطولات الوطنية الأمريكية 1906 (كرة مضرب)
قائمة بالأبطال في 1906 البطولات الوطنية الأمريكية لكرة المضرب (المعروفة الآن باسم أمريكا المفتوحة):

## الكبار

### فردي رجال
ويليام كلوثير هزم  بيلز رايت 6-3 6-0 6-4

### فردي سيدات
هيلين هومانس هزم  ماود برجر والاش 6-4, 6-3